# Hernán Cristante
Rolando Hernán Cristante Mandarino (La Plata, 16 de septiembre de 1969) es un exfutbolista y entrenador argentino que jugaba en la posición de guardameta. Actualmente se encuentra sin equipo.
Tiene el récord de imbatibilidad en Primera División de México con 772 minutos sin recibir anotación. Forma parte de las Leyendas del Deportivo Toluca FC.

## Trayectoria

### Como futbolista
Ostenta el récord de la liga mexicana del mayor tiempo seguido sin recibir gol con 772 minutos. Es el máximo ganador de torneos de liga con Toluca, con 6 títulos, lo cual lo sitúa como el portero más exitoso de la historia del fútbol mexicano. Considerado entre los tres deportistas extranjeros más destacados de México, es un ejemplo de trayectoria y constancia. Se le recuerda como un portero muy seguro y de muy buen recorrido en el área, era muy poco acrobático y le pegaba al balón con ambos perfiles de muy buena manera.
Disputó la Copa América de Uruguay 1995 siendo el portero titular de aquella selección argentina que cayó en cuartos de final contra Brasil en tanda de penales por 4-2 logrando atajar uno.

### Como entrenador
En 2002, Cristante obtuvo su certificado para ser director técnico, y es conocido por compartir sus talentos de estrategia y por sus charlas de motivación para compañías locales además de sus equipos. 
El Centro de Formación Deportiva Hernán Cristante cuenta con equipos de jóvenes quienes participan en torneos internacionales y una liga femenil, la cual ha ganado títulos a nivel nacional.
El 13 de febrero de 2016, es anunciado como entrenador de Coras de Tepic en la Liga de Ascenso de México.
El 31 de mayo de 2016, se anuncia su nombramiento como nuevo director técnico del Deportivo Toluca. Cargo que desempeñó hasta inicios del 2019. En su estancia como entrenador del club de sus amores obtuvo dos subcampeonatos, uno de Liga y otro de Copa ambos a mediados del 2018.
El 1 de diciembre de 2020 fue anunciado como el nuevo entrenador del Deportivo Toluca para el Torneo Clausura 2021, siendo esta su segunda etapa en el cuadro escarlata como director técnico.
El 29 de noviembre de 2021 es destituido de entrenador del Deportivo Toluca después del mal cierre de torneo, con la eliminación ante Club Universidad Nacional con un resultado de 2-1 en el estadio Estadio Nemesio Díez en el Torneo Apertura 2021.

## Clubes

### Como futbolista
| Club                        | País      | Año       |
| --------------------------- | --------- | --------- |
| Gimnasia y Esgrima La Plata | Argentina | 1986-1993 |
| Toluca                      | México    | 1993-1995 |
| Platense                    | Argentina | 1994-1995 |
| Toluca                      | México    | 1995-1996 |
| Newell's Old Boys           | Argentina | 1996-1997 |
| Huracán                     | Argentina | 1997-1998 |
| Toluca                      | México    | 1998-2010 |
| Universidad de Guadalajara  | México    | 2010-2012 |

### Estadísticas como entrenador
| Equipo                    | Div.                | Temporada           | Liga | Liga | Liga | Liga |    | Copa | Copa | Copa | Copa |   | Internacional | Internacional | Internacional | Internacional |   | Otros | Otros | Otros | Otros |    | Totales     | Totales | Totales | Totales | Totales | Totales | Totales | Totales | Totales |
| Equipo                    | Div.                | Temporada           | PD   | G    | E    | P    | PD | G    | E    | P    | PD   | G | E             | P             | PD            | G             | E | P     | PD    | G     | E     | P  | Rendimiento | GF      | GC      | Dif.    | Ptos.   |         |         |         |         |
| ------------------------- | ------------------- | ------------------- | ---- | ---- | ---- | ---- | -- | ---- | ---- | ---- | ---- | - | ------------- | ------------- | ------------- | ------------- | - | ----- | ----- | ----- | ----- | -- | ----------- | ------- | ------- | ------- | ------- | ------- | ------- | ------- | ------- |
| Coras de Tepic · México   | 2.ª                 | 2016-C              | 9    | 4    | 1    | 4    | 4  | 3    | 1    | 0    | -    | - | -             | -             | -             | -             | - | -     | 13    | 7     | 2     | 4  | 58.98%      | 18      | 15      | 3       | 23      |         |         |         |         |
| Coras de Tepic · México   | Total               | Total               | 9    | 4    | 1    | 4    | 4  | 3    | 1    | 0    | -    | - | -             | -             | -             | -             | - | -     | 13    | 7     | 2     | 4  | 58.98%      | 18      | 15      | +3      | 23      |         |         |         |         |
| Deportivo Toluca · México | 1.ª                 | 2016-A              | 17   | 6    | 6    | 5    | 7  | 4    | 2    | 1    | -    | - | -             | -             | -             | -             | - | -     | 24    | 10    | 8     | 6  | 52.78%      | 35      | 29      | +6      | 38      |         |         |         |         |
| Deportivo Toluca · México | 1.ª                 | 2017-C              | 21   | 9    | 5    | 7    | 5  | 3    | 2    | 0    | -    | - | -             | -             | -             | -             | - | -     | 26    | 12    | 7     | 7  | 55.12%      | 37      | 30      | +7      | 43      |         |         |         |         |
| Deportivo Toluca · México | 1.ª                 | 2017-A              | 19   | 9    | 5    | 5    | 5  | 4    | 1    | 0    | -    | - | -             | -             | -             | -             | - | -     | 24    | 13    | 6     | 5  | 62.5%       | 39      | 26      | +13     | 45      |         |         |         |         |
| Deportivo Toluca · México | 1.ª                 | 2018-C              | 23   | 12   | 6    | 5    | 8  | 4    | 2    | 2    | -    | - | -             | -             | -             | -             | - | -     | 31    | 16    | 8     | 7  | 60.21%      | 50      | 33      | +17     | 56      |         |         |         |         |
| Deportivo Toluca · México | 1.ª                 | 2018-A              | 19   | 8    | 3    | 8    | 4  | 1    | 1    | 2    | -    | - | -             | -             | -             | -             | - | -     | 23    | 9     | 4     | 10 | 44.93%      | 36      | 34      | +2      | 31      |         |         |         |         |
| Deportivo Toluca · México | 1.ª                 | 2019-C              | 8    | 2    | 1    | 5    | -  | -    | -    | -    | 1    | 0 | 0             | 1             | -             | -             | - | -     | 9     | 2     | 1     | 6  | 25.92%      | 6       | 16      | -10     | 7       |         |         |         |         |
| Deportivo Toluca · México | 1.ª                 | 2021-C              | 20   | 8    | 4    | 8    | -  | -    | -    | -    | -    | - | -             | -             | -             | -             | - | -     | 20    | 8     | 4     | 8  | 46.67%      | 35      | 32      | +3      | 28      |         |         |         |         |
| Deportivo Toluca · México | 1.ª                 | 2021-A              | 18   | 6    | 6    | 6    | -  | -    | -    | -    | -    | - | -             | -             | -             | -             | - | -     | 18    | 6     | 6     | 6  | 44.44%      | 23      | 24      | -1      | 24      |         |         |         |         |
| Deportivo Toluca · México | Total               | Total               | 145  | 60   | 36   | 49   | 29 | 16   | 8    | 5    | 1    | 0 | 0             | 1             | -             | -             | - | -     | 175   | 76    | 44    | 55 | 51.81%      | 261     | 224     | +37     | 272     |         |         |         |         |
| Querétaro · México        | 1.ª                 | 2022-C              | 14   | 3    | 6    | 5    | -  | -    | -    | -    | -    | - | -             | -             | -             | -             | - | -     | 14    | 3     | 6     | 5  | 35.72%      | 16      | 18      | -2      | 15      |         |         |         |         |
| Querétaro · México        | Total               | Total               | 14   | 3    | 6    | 5    | -  | -    | -    | -    | -    | - | -             | -             | -             | -             | - | -     | 14    | 3     | 6     | 5  | 35.72%      | 16      | 18      | -2      | 15      |         |         |         |         |
| Juárez · México           | 1.ª                 | 2022-A              | 17   | 4    | 7    | 6    | -  | -    | -    | -    | -    | - | -             | -             | -             | -             | - | -     | 17    | 4     | 7     | 6  | 37.26%      | 17      | 18      | -1      | 19      |         |         |         |         |
| Juárez · México           | 1.ª                 | 2023-C              | 13   | 3    | 4    | 6    | -  | -    | -    | -    | -    | - | -             | -             | -             | -             | - | -     | 13    | 3     | 4     | 6  | 33.34%      | 15      | 20      | -5      | 13      |         |         |         |         |
| Juárez · México           | Total               | Total               | 30   | 7    | 11   | 12   | -  | -    | -    | -    | -    | - | -             | -             | -             | -             | - | -     | 30    | 7     | 11    | 12 | 35.55%      | 32      | 38      | -6      | 32      |         |         |         |         |
| Total en su carrera       | Total en su carrera | Total en su carrera | 198  | 74   | 54   | 70   | 33 | 19   | 9    | 5    | 1    | 0 | 0             | 1             | -             | -             | - | -     | 232   | 93    | 63    | 76 | 49.14%      | 327     | 295     | +32     | 342     |         |         |         |         |
| 1. 2.                     |                     |                     |      |      |      |      |    |      |      |      |      |   |               |               |               |               |   |       |       |       |       |    |             |         |         |         |         |         |         |         |         |

#### Resumen estadístico
| Competición                      | Partidos | Ganados | Empatados | Perdidos | Rendimiento |
| -------------------------------- | -------- | ------- | --------- | -------- | ----------- |
| Liga MX                          | 189      | 70      | 53        | 66       | 46.39%      |
| Liga de Ascenso de México        | 9        | 4       | 1         | 4        | 48.14%      |
| Copa MX                          | 33       | 19      | 9         | 5        | 66.67%      |
| Liga de Campeones de la Concacaf | 1        | 0       | 0         | 0        | 0%          |
| Total en su carrera              | 232      | 93      | 63        | 76       | 49.14%      |

## Palmarés

### Campeonatos nacionales
| Título               | Club          | País      | Año     |
| -------------------- | ------------- | --------- | ------- |
| Copa Centenario      | Gimnasia (LP) | Argentina | 1993    |
| Primera División     | Toluca FC     | México    | 1999    |
| Primera División     | Toluca FC     | México    | 2000    |
| Primera División     | Toluca FC     | México    | 2002    |
| Campeón de Campeones | Toluca FC     | México    | 2002-03 |
| Primera División     | Toluca FC     | México    | 2005    |
| Campeón de Campeones | Toluca FC     | México    | 2005-06 |
| Primera División     | Toluca FC     | México    | 2008    |

### Copas internacionales
| Título                           | Club      | País   | Año  |
| -------------------------------- | --------- | ------ | ---- |
| Copa de Campeones de la CONCACAF | Toluca FC | México | 2003 |

## Distinciones
Hernán Cristante forma parte desde 2024 del Salón de la Fama del Fútbol Internacional.
Cristante ingresó a la categoría "investido internacional" por ostentar el récord en la liga mexicana durante el período más largo sin recibir un gol, con 772 minutos consecutivos y, además, ganó seis títulos de liga con el Toluca, convirtiéndose en el arquero más exitoso en la historia del país.